# Đừng quá nhiệt tình
Curb Your Enthusiasm là một bộ phim hài do HBO sản xuất từ năm 2000, nói về cuộc sống của Larry David, một nhà biên kịch nổi tiếng nhưng có tính cách kì dị khiến ông hay gặp phải những chuyện dở khóc dở cười.
Curb Your Enthusiasm đã nhận được sự tán thưởng của giới phê bình và ngày càng nổi tiếng kể từ khi ra mắt. Loạt phim đã được đề cử cho 47 giải Primetime Emmy. Bộ phim đã giành được giải Quả cầu vàng năm 2002 cho Phim truyền hình hay nhất.  Bộ phim được phát sóng trong tám mùa gần như liên tiếp cho đến năm 2011 và tiếp tục với mùa thứ chín vào năm 2017. Mùa mười được phát sóng vào năm 2020 và mùa mười một vào năm 2021. 